# 아브딤황새
아브딤황새(Abdim's stork)는 흰배황새(White-bellied stork)라고도 알려져 있으며, 황새과에 속하는 황새이다. 그것은 황새의 가장 작은 종이고, 주로 곤충을 먹고 살고, 사하라 이남 아프리카와 예멘의 개방된 서식지에서 널리 발견된다.

## 분포 및 서식지
아브딤황새는 사헬에서 남아프리카 공화국에 이르기까지 사하라 이남 아프리카 전역의 개방된 서식지에서 널리 발견되며, 주로 숲과 울창한 삼림 지대, 사막에서는 발견되지 않다. 예멘에서는 더 적은 수의 개체군이 발생한다. 5월부터 8월까지 우기 동안 북쪽 절반(적도 북쪽)의 절벽이나 옥상의 나무에서 주로 번식하여 남은 기간 동안 아프리카 동부와 남부로 이주한다. 이 황새는 탈출했거나 미국 플로리다주로 고의로 방사되었지만 개체군이 번식하고 있다는 증거는 없으며 계속 방출되거나 탈출하여 지속될 수도 있다.
넓은 범위에 걸쳐 광범위하고 흔하며, 아브딤황새는 IUCN 적색 목록에서 가장 우려가 적은 것으로 평가된다. 미국에서는 국가적으로 조정된 여러 번식 프로그램의 주제이며, 이 종의 계획은 유럽동물원수족관협회에서는 미국동물원수족관협회가 관리한다.

## 묘사
아브딤황새는 회색 다리, 붉은 무릎과 발, 회색 부리와 흰 아랫부분이 있는 검은색 황새이다. 눈 앞에는 붉은 얼굴 피부가 있고 번식기에는 부리 근처에 푸른 피부가 있다. 73cm에 무게가 1kg이 조금 넘는 가장 작은 황새 종이다.

## 생태학
아브딤황새는 대부분 식충성이며 메뚜기, 애벌레, 그리고 다른 큰 곤충들도 먹지만 작은 파충류, 양서류, 쥐, 게, 그리고 알도 먹는다. 암컷은 2개에서 3개의 알을 낳고 수컷보다 약간 작다.